# Deorro
Э́рик Орроски́eта (англ. Erick Orrosquieta; род. 30 августа 1991 в Лос-Анджелесе) — американский ди-джей, более известен под сценическим именем Deorro, ранее записывал свои песни под именем TON!C.

## Биография

### 2005 — 2012
Deorro начал карьеру диджея в 14 лет, выступая в различных клубах. Родился в Лос-Анджелесе в семье мексиканца. В 17 лет он начал выпускать собственные треки. В 2012 году Deorro создал ремикс на песню ди-джея Chuckie «Make Some Noise». Ремикс попал в топ-50 в чарте Beatport. Так он стал делать ремиксы на песни других известных ди-джеев: Стива Аоки, Гарета Эмери и Laidback Luke.

### 2013
В 2013 году Deorro выпустил сингл «Yee» на лейбле Revealed Recordings, песня стояла в чартах Австрии, Бельгии, Франции, Германия, Нидерландах и Швейцарии. 18 марта 2014 совместно с Стивом Аоки и Дипло записал сингл «Freak». 24 марта 2014 с R3hab выпустил сингл «Flashlight». В апреле 2014 он записал сингл «Five Hours». Сингл находился в чартах Австрии, Бельгии, Франции, Недерландах, Норвегии, Швеции и Швейцарии. 17 мая Deorro написал в своём Твиттере, что на некоторое время возьмёт перерыв, для того чтобы заняться продвижением своего лейбла PandaFunk. Он был приглашён на MTV Series Teen Wolf. В августе 2014 Deorro выпустил новый сингл «Rambo» совместно с J-Trick. 18 ноября 2014 года он получил награду DJMAG Top 100 DJ, вручение произошло в Амстердаме, Нидерланды. В декабре 2014 он записал сингл «Perdoname». В марте 2015 года Deorro и Крис Браун записали сингл «Five House», через некоторое время они переделали песню и назвали её «Five More House». 31 марта 2017 Deorro выпустил свой дебютный альбом «Good Evening» с свошедшими в него 25 треков, сингл «Rise and Shine» стал 26-м.

## Дискография

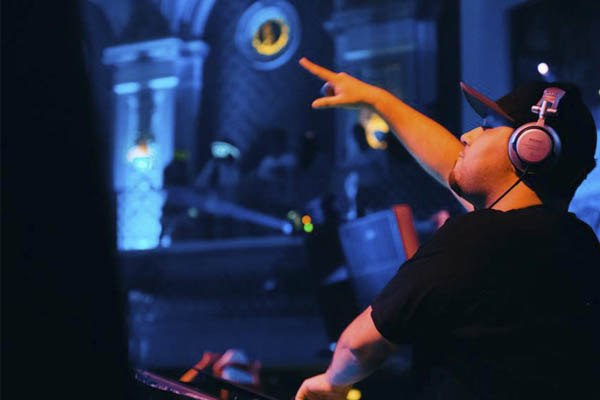
Deorro

| Название                                                                          | Год  | Позиции в чарте | Позиции в чарте | Позиции в чарте | Позиции в чарте | Позиции в чарте | Позиции в чарте | Позиции в чарте | Позиции в чарте | Позиции в чарте | Позиции в чарте | Cертификации                                                                      | Альбом            |
| Название                                                                          | Год  | AUT             | BEL             | DEN             | FRA             | GER             | NLD             | NOR             | POL             | SWE             | SWI             | Cертификации                                                                      | Альбом            |
| --------------------------------------------------------------------------------- | ---- | --------------- | --------------- | --------------- | --------------- | --------------- | --------------- | --------------- | --------------- | --------------- | --------------- | --------------------------------------------------------------------------------- | ----------------- |
| «Yee»                                                                             | 2013 | 33              | 58              | —               | 74              | 62              | 37              | —               | —               | —               | 65              |                                                                                   | Non-album singles |
| «Freak» (С участием Steve Aoki & Diplo & Steve Bays)                              | 2014 | —               | 118             | —               | —               | —               | —               | —               | —               | —               | —               |                                                                                   | Non-album singles |
| «Flashlight» (С участием R3hab)                                                   | 2014 | —               | 104             | —               | —               | —               | —               | —               | —               | —               | —               |                                                                                   | Non-album singles |
| «Five Hours»                                                                      | 2014 | 37              | 7               | —               | 8               | —               | 68              | 17              | 17              | 45              | 60              | - MC: Gold                                                                        | Non-album singles |
| «Rambo» (С участием J-Trick)                                                      | 2014 | —               | —               | —               | 199             | —               | —               | —               | —               | —               | —               |                                                                                   | Non-album singles |
| «Perdóname» (С участием DyCy & Adrian Delgado)                                    | 2014 | —               | —               | —               | —               | —               | —               | —               | 1               | —               | —               |                                                                                   | Non-album singles |
| «Five More Hours» (С участием Chris Brown)                                        | 2015 | 15              | 13              | 10              | 31              | 23              | 34              | 10              | —               | 7               | 22              | - BEA: Gold - MC: Platinum - BPI: Silver - IFPI NOR: 2× Platinum - ZPAV: Platinum | Good Evening      |
| «Bailar» (С участием Elvis Crespo)                                                | 2016 | 11              | 14              | —               | 7               | 43              | 3               | —               | 53              | 75              | 48              |                                                                                   | Good Evening      |
| "—" denotes a recording that did not chart or was not released in that territory. |      |                 |                 |                 |                 |                 |                 |                 |                 |                 |                 |                                                                                   |                   |

### Альбом
«Good Evening» выпущен 31 марта 2017, в него вошли 26 сингл
| №                   | Название                                   | Длительность |
| ------------------- | ------------------------------------------ | ------------ |
| 1.                  | «Good To See You»                          | 1:20         |
| 2.                  | «Guide Ne»                                 | 3:48         |
| 3.                  | «If You Go First»                          | 1:06         |
| 4.                  | «Turn Back Time»                           | 3:49         |
| 5.                  | «Steady Rise»                              | 1:12         |
| 6.                  | «Goin Up»                                  | 4:32         |
| 7.                  | «Miss You»                                 | 1:06         |
| 8.                  | «Find a Way»                               | 3:46         |
| 9.                  | «Prove It»                                 | 0:42         |
| 10.                 | «Butt Naked»                               | 2:38         |
| 11.                 | «Colorblind»                               | 1:08         |
| 12.                 | «Feeling Pretty Good»                      | 3:11         |
| 13.                 | «Hands Up»                                 | 0:41         |
| 14.                 | «Drumline»                                 | 0:35         |
| 15.                 | «Bomba»                                    | 3:13         |
| 16.                 | «Realiy»                                   | 0:27         |
| 17.                 | «Tell Me Lies (featuring. Lesley Roy)»     | 3:39         |
| 18.                 | «Honest Man»                               | 3:09         |
| 19.                 | «Me, Muself and I»                         | 0:22         |
| 20.                 | «Rise and Shine»                           | 3:26         |
| 21.                 | «Sometimes»                                | 1:27         |
| 22.                 | «Let It Go»                                | 2:29         |
| 23.                 | «Lady»                                     | 0:24         |
| 24.                 | «Pause»                                    | 3:00         |
| 25.                 | «Bailar (featuring. Elvis Crespo)»         | 2:17         |
| 26.                 | «Five More House (featuring. Chris Brown)» | 3:31         |
| Общая длительность: | Общая длительность:                        | 56:58        |

## Награды
| Год  | Награды          | Категория                   | Номинанты | Результат |
| ---- | ---------------- | --------------------------- | --------- | --------- |
| 2016 | NRJ Music Awards | Лучший ди-джей              | Deorro    | Номинация |
| 2016 | NRJ Music Awards | Лучший электронный музыкант | «Bailar»  | Номинация |
| 2017 | WDM Radio Awards | Лучший танцевальный трек    | «Bailar»  | Ожидается |